# Ascanio Sforza
Ascanio Maria Sforza Visconti (n. 3 martie 1455, Cremona - d. 28 mai 1505, Roma) a fost un cardinal italian al Bisericii Catolice, în general, cunoscut ca un diplomat experimentat care a jucat un rol important în alegerea lui Rodrigo Borgia ca Papa Alexandru al VI-lea.

## Biografie
Un membru al Casei Sforza, Ascanio Sforza a fost născut în Cremona, Lombardia. Părinții lui au fost Francesco Sforza, ducele de Milano, și Bianca Maria Visconti. El a fost, de asemenea, frate de doi duci milanezi, Galeazzo Maria Sforza și Ludovico Sforza. Profesorul său a fost Filelfo care la introdus în guvern și literatură. Alți cardinali ai familiei au fost Guido Ascanio Sforza Santa Fiora (1534), Alessandro Sforza (1565), Francesco Sforza (1583) și Federico Sforza (1645).
La vârsta de 10 ani el a fost numit stareț elogios de Chiaravalle. În timp ce era încă un adolescent lui Ascanio i s-a fost promis pălăria roșie de către Guillaume d'Estouteville, care a vrut să câștige sprijin de la Galeazzo Maria Sforza pentru candidatura sa pentru tronul papal în 1471. Tiara a fost în cele din urmă dată lui Francesco della Rovere (Sixt al IV-lea) și promovarea lui Ascanio la Cardinalat a fost amânată. În speranța de a pacifica Sfântul Scaun și Milano, Sixt al IV-lea a planificat să-l intituleze cardinal în 1477, dar Colegiul Sacru a refuzat să-l accepte în rândurile sale.

### Episcopat
Ascanio a crescut cu episcopul de Pavia din septembrie 1479, și au păstrat Episcopia până la moartea sa. În 1484 Ascanio l-a reprezentat pe Ludovico Sforza la Congresul de la Cremona, participanții cerând aderarea sa la Colegiul Sacru.

### Cardinalat
După ce a fost creat Cardinal in pectore de către Papa Sixt al IV-lea, în 6 martie 1486, a fost anunțat cardinal diacon de Ss. Vito e Modesto în 17 martie 1484. El a intrat în Roma pe 23 august același an, la doar câteva zile după moartea lui Sixtus. Ceremonia oficială de numire nu a avut loc și unii cardinali au exprimat obiecții la participarea sa în viitorul conclav. Datorită intervenției cardinalului Rodrigo Borgia cu toate acestea, Ascanio a fost primit cu drepturi depline de cardinal și a contribuit la alegerea lui Giovanni Cybo ca Papa Inocențiu al VIII-lea. Sforza a fost administrator al Novara din 25 octombrie 1484 până în 18 aprilie 1485.
În martie 1486, Ascanio a avut o dispută cu Cardinalul Jean Balue, ambasadorul francez la Roma. Ambasadorul a sugerat că Papa ar trebui să-l cheme pe Rene d'Anjou să preia drepturile sale pe tronul napolitan. Cearta lor a devenit atât de violentă încât Papa Inocențiu al VIII-lea, în general ezita să interfereze cu inferiorii săi. Sforza a fost numit administrator al Scaunului din Cremona, la 28 iulie 1486 și a ocupat acest post până la moartea sa. El a devenit, de asemenea, administrator al Scaunului din Pesaro în 1487 până în mai 1491.

### Vice-cancelar
În Conclavul din august 1492, după ce nu a reușit să obțină tiara papală pentru sine, Ascanio a promis votul său lui Rodrigo Borgia, în schimbul titlului de vice-cancelar al Curiei Romane. Acesta din urmă a fost ales la tronul papal, parțial din cauza lui Sforza, devenind Alexandru al VI-lea, și l-a numit pe Ascanio vice-cancelar, făcându-l prim-ministru „virtual” al Sfântului Scaun. Ascanio a demisionat la diaconia sa de la S. Vito e Modesto pe 26 august 1492 și a optat pentru ea din nou pe 31 ianuarie 1495 și a ocupat-o până la moartea sa.  El a fost numit administrator al Mitropoliei Eger la 31 august 1492, rămânând în această poziție până în iunie 1497.  În scopul de a consolida relația dintre familia lui și a casei papale, Ascanio a aranjat căsătoria lui Giovanni Sforza, vărul său și guvernator de Pesaro, cu Lucrezia Borgia, fiica nelegitimă a Papei, în 1493. Căsătoria a fost anulată în 1497, pe motiv că aceasta nu a fost consumată.

### Invazia franceză

Blazonul familiei Sforza

Cardinalul Sforza a fost numit administrator de Elne din ianuarie 1494 până în mai 1495. Prietenia dintre Ascanio și Alexandru al VI-lea a ajuns la un impas atunci când francezii au invadat Italia în septembrie 1494. Conștient de Cardinalul Giuliano della Rovere de mașinațiunile împotriva lui, Alexandru a decis să reziste francezilor. Ludovico Sforza care sa aliat el însuși în secret cu regele Carol al VIII al Franței, Ascanio l-a trădat pe Papă, împreună cu mai mulți cardinali și au vociferat pentru supunerea papei în fața lui della Rovere. După triumful papal asupra regelui, Ascanio a fost primit din nou la Roma. El nu a reușit, totuși, să-și recapete fosta sa influență asupra Papei. Când Giovanni Borgia, fiul Papei, a fost înjunghiat în 1497, Ascanio nu a participat la următorul Consistoriul și a fost acuzat de crimă. El a fost imediat absolvit, cu toate acestea, de către Papă.
Concentându-se pe tot parcursul vieții asupra afacerilo, acestea l-au împiedicat de la a fi un patron al artelor. Cu toate acestea, el a fost cel care l-a introdus pe Josquin des Prés, cel mai faimos muzician al Renașterii, la curtea papală în 1486.  Ascanio prefera jocurile de noroc, mai degrabă decât a studiul. El a fost, fără îndoială, machiavelic, dar, de asemenea, cu deficiențe de vedere și inteligent, cu trufie și curaj neterminat. Morala politicii sale a fost tipică epocii dar totuși a rămas dedicat Milanului și familiei sale.

## Reprezentări în cultura populară

### Televiziune
- În 2011 în serialul Showtime, The Borgia, cardinalul Sforza este jucat de actorul britanic Peter Sullivan.
- Pe Canal + în serialul "Borgia: Credință și frică", cardinalul Sforza este jucat de actorul englez Christian McKay.